# Не мій дім
«Не мій дім» — фантастичний роман Ярослави Литвин 2021 року.

## Сюжет
У головної героїні, успішної дизайнерки Сюзанни — професійне вигорання, депресія й тривожні стани. Одного дня вона зустрічає уважного, галантного та цікавого чоловіка Петра. Пара одружується і за якийсь час переїздить у новозбудований, власноруч запроєктований, високотехнологічний будинок. У домі — скляні стіни та стеля, піземний гараж, бункер, найновіші моделі кухонного начиння та розумні помічники. Невдовзі з'являється й робот на ім'я Кейт, який мав би покращити та спростити життя подружжя, а натомість лише все ускладнив.

## Видання та сприйняття
Книга вийшла друком у видавництві Фабула у 2021 році, у паперовому та електронному форматах.
Роман отримав схвальні відгуки критиків та читачів. Нагороджений дипломом конкурсу «Коронація слова — 2021» у номінації «Роман», увійшов до довгих списків Літературної премії «Книга року BBC — 2022».